# Dereita Galeguista
A Dereita Galeguista foi um partido da Galiza, galeguista e de direita, activo durante os últimos meses da Segunda República Espanhola.

## Trajectória
Este partido de vida efémera surge pela oposição dos sectores católicos do Partido Galeguista aos possíveis pactos com a esquerda. Em maio de 1935, um grupo de militantes do Partido Galeguista de Pontevedra encabeçado por Xosé Filgueira Valverde abandonou o partido como protesto pela política de pactos com a esquerda e criou uma nova organização, conhecida como Direita Galeguista. Aos 15 de junho apareceu em A Nosa Terra o seu programa político e ideológico assinado por José García Vidal, José Lino Sánchez, Darío Caramés Ruza, José Sesto López, José Martínez Tiscar e outros. Em 8 de fevereiro de 1936, ante a incorporação formal do PG ao Frente Popular, deixaram o PG Vicente Risco e sete afiliados de Ourense pela mesma razão. No periódico ourense Heraldo de Galicia publicaram o manifesto da Direita Galeguista de Ourense que assinavam Vicente Risco, José Fernández Borrajo, José Antonio Varela Garza, Isidoro Guede, José Luis Parente, Ángel Martínez Doval, José Perille Garra e José Goyanes Sotelo. Aos 5 de abril, une-se a eles o grupo compostelano com Manuel Beiras, Manuel Banet Fontenla, Xosé Mosquera Pérez, Daniel Louzao, Carlos Seijas e Manuel Gómez Puente. Aos 19 de abril de 1936, constituiu-se formalmente em Ourense o Partido Galeguista de direita com representantes dos grupos de Pontevedra, Santiago de Compostela e Ourense, acordando-se que Heraldo de Galicia seria o porta-voz oficioso do novo partido.
No seu manifesto fundacional, declararam-se progressistas, democratas, republicanos, cooperativistas e de orientação social-cristã. A Direita Galeguista fez campanha em prol do estatuto de autonomia, mas não apresentou candidaturas nas eleições de 1936.
Após o começo da Guerra Civil, Vicente Risco e outros militantes aderiram ao regime franquista.